# Атабаевское сельское поселение
Атабаевское се́льское поселе́ние — муниципальное образование в Лаишевском районе Татарстана Российской Федерации.
Административный центр — село Атабаево.

## География
Расположено на юго-западе района на крайнем юге полуострова, образованного водами Куйбышевского водохранилища в поймах рек Волга, Кама, Мёша. К поселению относится также остров Буровая Стрелка у южной оконечности полуострова. Наименьшее расстояние от берега поселения до противоположного берега Камского залива составляет 17 км.
Граничит на севере с Татарско-Сараловским, на востоке с Макаровским сельскими поселениями района, по акватории водохранилища — на западе с Камско-Устьинским, на юге со Спасским районами.
Значительная часть земель покрыта лесом и является частью Сараловского участка Волжско-Камского заповедника — вне зоны заповедника находится лишь восточная часть поселения вместе с селом.
Уровень воды в водохранилище составляет 53 м над уровнем моря. Наивысшая точка поселения расположена на северо-западе — чуть выше 140 м над уровнем моря.

## Описание
В Атабаево действуют основная общеобразовательная школа, детский сад, библиотека, 4 магазина, база отдыха (2016).

#### Транспорт
От Атабаево на север проходит автодорога 16К-1063 (IV кат.) на Нармонку, Столбище и далее на Казань.
Расстояния от Атабаево — по прямой (и по дороге): Ташкирмень — 3,5 (7,5) км,  Лаишево — 17 (75) км, Казань — 52 (57) км, Камское Устье — 11 (180) км.
Имеется пристань в селе, в летнее время действует паромная переправа на правый берег Волги к пгт Камское Устье.

## История
Село Атабаево (Табаево) известно со времён Казанского ханства. Село ранее находилось на берегу Камы чуть южнее и западнее нынешнего места, переселено в связи с образованием в 1956-57 годах Куйбышевского вдхр.. В новое Атабаево переселены и жители бывшей деревни Епанчино, также попавшей в зону затопления.
Статус и границы сельского поселения установлены Законом Республики Татарстан от 31 января 2005 года № 28-ЗРТ «Об установлении границ территорий и статусе муниципального образования "Лаишевский муниципальный район" и муниципальных образований в его составе».

## Население
| 2010 | 2011 | 2012 | 2013 | 2014 | 2015 | 2016 |
| ---- | ---- | ---- | ---- | ---- | ---- | ---- |
| 515  | ↗516 | ↘498 | ↘495 | ↘491 | ↗494 | →494 |
| 2017 | 2018 |      |      |      |      |      |
| ↗504 | ↗505 |      |      |      |      |      |

## Состав сельского поселения
| № | Населённый пункт | Тип населённого пункта       | Население |
| - | ---------------- | ---------------------------- | --------- |
| 1 | Атабаево         | село, административный центр | ↗504      |